# Asmik Grigorian
Asmik Grigorian, née le 12 mai 1981 à Vilnius, est une soprano lyrique lituanienne.

## Biographie

### Famille et formation
Asmik Grigorian a vu le jour au sein d'une famille d’artistes lyriques célèbres, la soprano Irena Milkevičiūtė (lt) et le ténor Gegam Grigorian (en) qui a lui-même connu une carrière internationale avant de se consacrer à l'enseignement du chant. Sa fille a été son élève.
Elle sort diplômée de l'École Nationale d’Art M. K. Ciurlionis en 1999.
En 1999, elle a rejoint l'Académie lituanienne de musique et de théâtre en classe de chant, et termine ses études de licence et de maîtrise en 2006.
En 2002 Asmik Grigorian donne le jour à un fils avec le chanteur d'opéra soliste Giedrius Žalys. Ils divorcent après 5 ans de mariage de 2002 à 2007. Mme Grigorian se remarie en juillet 2015 avec Vasily Barkhatov, metteur en scène russe d'opéra et de théâtre. De leur union naîtra une fille.
Grigorian a 3 frères Tigran, Irvidas Čeesaitis et Vartan Grigorian, chef d'orchestre

### Voix
« C’est une chose entendue désormais pour les lyricophiles du monde entier : chaque apparition sur scène d’Asmik Grigorian fait l’effet d’un uppercut reçu en pleine face dont on ne sort pas indemne. »
La voix d'Asmik Grigorian est « inclassable »

## Carrière
Asmik Grigorian débute au Vilnius City Opera dont elle est un membre fondateur et soliste depuis sa création en 2006. Elle reçoit à deux reprises la Golden Stage Cross, plus haute distinction de la Lituanie, en 2005 dans le rôle de Violetta (La traviata) et en 2010 dans celui de Mrs Lovett (Sweeney Todd).
Puis elle fait ses débuts au Théâtre Mariinsky à Saint Petersbourg en 2012, dans le triple rôle de Giorgetta, Sister Angelica et Lauretta (Il trittico). Elle chante également Desdemone de l'Otello de Verdi ou le petit rôle de Prilepa dans la Dame de Pique. Plus tard dans sa carrière, elle revient en Russie pour chanter Lisa (La dame de pique), Rusalka (Rusalka de Dvořák) et Natasha (Rusalka de Dargomyzhsky). Elle est alors considérée comme « la fine fleur du chant russe », se produisant comme soprano dans l'un des enregistrements du célèbre baryton Dmitri Hvorotovsky, War, peace, love and sorrow, avec des extraits de La Dame de Pique, de Guerre et Paix, du Démon.
Depuis 2011, Asmik Grigorian se produit sur de nombreuses scène d'opéras. Elle interprète tout d'abord les rôles titre d'œuvres russes de Tchaïkovski comme Nastassia de l'Enchanteresse sous la direction de Valéry Gergiev, dans une mise en scène de Christof Loy, en septembre 2014 au Theater an der Wien, rôle qu'elle reprend à Francfort en décembre 2022, et Tatiana d'Eugène Onéguine à l'Opéra-Comique de Berlin en 2016,,.
Elle diversifie son répertoire en chantant Rachel dans la Juive à l'Opera Vlaanderen de Gand en 2015, Madame Butterfly à l'Opéra royal de Suède à Stockholm en 2016, Au Grand Théâtre del Liceu (es) de Barcelone, elle joue la Tamara de l'opéra Le démon d'Anton Rubinstein et la Chrysothemis d'Elektra , Marietta dans La Ville morte (Erich Wolfgang Korngold) à la Scala de Milan, Iolanta de l'opéra éponyme (Tchaïkovski) à l’Opéra de Francfort,Tatiana d'Eugène Onéguine (Tchaïkovski) en 2019 au Festival d'Édimbourg.
En décembre 2016, Grigorian est réinvitée par l'opéra de Stockholm pour chanter le rôle titre de Fedora d'Umberto Giordano, dans une mise en scène de Christof Loy, pour la première de l'Opéra Royal de Suède,.
Grigorian fait également ses débuts au Festival de Salzbourg, dans le Wozzeck mis en scène par William Kentridge, dans le rôle de Marie,. Le Daily Telegraph la qualifie de « superb musician, with deep understanding of Bergian vocal style (musicienne [dotée d']une profonde compréhension du style vocal de Berg) ». Et Resmusica souligne que l'interprète de Wozzeck « se fait facilement voler la vedette par Asmik Grigorian, véritable découverte de cette production ». L'une des représentations est filmée pour un DVD qui sort l'année suivante.
L'été 2018, elle est de nouveau à Salzbourg, avec une prise de rôle remarquée dans le rôle-titre de Salomé, dans la mise en scène de Roméo Castellucci qu'elle reprend l'été suivant en 2019. Et l'été 2022, c'est dans les trois rôles du Trittico qu'elle brille à nouveau au festival.
Grigorian est nommée cantatrice de l'Année aux International Opera Awards en 2019 et invitée aux Proms la même année .
Au cours de sa saison 2019/20, Asmik interprète le rôle-titre de Manon Lescaut à l'opéra de Francfort dans une mise en scène très moderne d'Alex Ollé (la Fura dels Baus ) aux côtés du Des Grieux de Joshua Guerrero, double rôle repris en décembre 2022 toujours à Francfort. 
Elle est également retournée dans sa ville natale de Vilnius où elle a interprété le rôle de Polina dans Le Joueur. Elle a repris ce rôle en fin de saison au Théâtre Mariinsky de Saint-Pétersbourg. 
Asmik commence ensuite la saison 2020/21 dans le rôle de Cio-Cio-San (Madama Butterfly) au Wiener Staatsoper et ensuite au Théâtre Mariinsky, puis plus tard dans la saison au Deutsche Oper. 
Elle a également chanté le rôle de Liza dans La dame de Pique de Tchaïkovski au Théâtre Mariinsky, Rusalka au Teatro Real de Madrid sous la direction d'Ivor Bolton dans une mise en scène de Christof Loy pour laquelle il est sorti un DVD.
Elle fait ses débuts au festival de Bayreuth en 2021 en Senta dans la nouvelle production de Dmitri Tcherniakov pour Der Fliegende Holländer aux côtés de John Lundgren et Georg Zeppenfeld.
Puis elle débute au Royal Opera House en 2021 dans une nouvelle production signée Claus Guth, de Jenufa, dirigée par Henrik Nánási. L'une des représentations de Covent Garden donnera lieu à un DVD qui sort en 2022, tandis qu'elle reprend le rôle-titre de Jenufa au Staatsoper de Berlin sous la direction de Thomas Guggeis, dans la mise en scène de Damiano Michieletto.
Asmik Grigorian aurait dû faire ses débuts à l'opéra de Paris au cours de la saison 2020-2021 dans la Dame de Pique mais les représentations ont été annulées du fait de la pandémie de COVID 19. La soprano a néanmoins donné trois concerts à l'opéra Bastille et un récital salle Gaveau. Elle a également remplacé Sonya Yoncheva pour les trois versions concertantes de Iolanta, données par le Berliner Philharmoniker sous la direction de Kiril Petrenko, en janvier 2022 avant de reprendre le rôle-titre de Manon Lescaut à l'opéra de Vienne en février dans la mise en scène de Robert Carsen aux côtés de Brian Jagde et de Boris Pinkhasovich.
Elle créée l'événement à nouveau au Festival de Salzbourg, durant l'été 2022, interprétant les trois rôles féminins principaux de Il Trittico dans la mise en scène de Christof Loy, exploit qu'elle renouvelle en avril et mai 2025 à l'Opéra de Paris,.
Elle retrouve deux de ses rôles-titres emblématiques lors de la saison 2022/23, d'abord dans Rusalka au festival Dvořák de Prague puis au Royal Opera House et ensuite dans Jenůfa au Wiener Staatsoper.Grigorian se produit ensuite dans le rôle-titre de L'Enchanteresse de Tchaïkovski et de Manon Lescaut de Puccini à l'Opéra de Francfort. Elle a également fait ses débuts au Japon dans le rôle-titre de Salomé avec l'Orchestre symphonique de Tokyo. Pour terminer sa saison, Asmik Grigorian est retournée au Salzburger Festspiele où elle a fait ses débuts dans le rôle de Lady Macbeth dans Macbeth de Verdi.
Sa saison 2023/24 débute avec Madama Butterfly, dans laquelle elle fait ses débuts à l'Arena di Verona. Elle brille ensuite successivement au Staatsoper de Vienne dans Turandot aux côtés du Calaf de Jonas Kaufmann dans une mise en scène de Claus Guth, puis en Lisa dans la Dame de Pique à l'Opéra de Munich, dans une mise en scène de Benedict Andrews.
En mars 2022, Alpha publie un enregistrement d'airs de Sergei Rachmaninov, Dissonances, interprétés par Asmik Grigorian et le pianiste Lukas Geniušas. En février 2024, sous le même label, Asmik Grigorian enregistre die Vier letzte Lieder de Richard Strauss en version orchestre puis en version piano.
En 2025, elle aborde le rôle-titre de Norma au Theater an der Wien dans une mise en scène de Vasily Barkhatov, aux côtés du Pollione de Freddie De Tommaso, de l'Adalgisa d'Aigul Akhmetshina, de l'Oroveso de Tareq Nazmi.

## Récompenses et distinctions honorifiques
- 2005 : Golden Stage Cross[Note 1] pour sa prise rôle dans La traviata, Giuseppe Verdi[7],[56],[57] ;
- 2010 : Golden Stage Cross pour son interprétation de Mrs Lovett dans Sweeney Todd[réf. nécessaire].
- 2016 : International Opera Awards dans la catégorie « Interprète féminin espoir »[58] ;
- 2018 : chevalier dans l'Ordre du Mérite [réf. nécessaire].
- 2019 : International Opera Award dans la catégorie « Interprète féminin »[59].
- 2019 : Austrian Music Theater Awards « Best Female Lead » pour son interprétation de Marie de l'opéra Wozzeck[réf. nécessaire].
- 2022 : Ópera XXI: Female Opera Singer of the Year (2022)[60]
- 2023: OPUS KLASSIK: Sängerin des Jahre[61]
- 2024 : Österreichischer Musiktheaterpreis : Special Jury Prize[62]

## Discographie
- Avec Dmitri Khvorostovski : Dmitri Khvorostovski chante au sujet de la Guerre, la Paix, l'Amour et la Peine, en duo avec elle pour l'opéra Guerre et Paix de Sergueï Prokofiev et l'opéra Le Démon d'Anton Rubinstein, Delos International (en), 2016.
- Dissonance, airs de Sergei Rachmaninov, Asmik Grigorian et le pianiste Lukas Geniušas, Label Alpha, mars 2022.
- Quatre derniers Lieder, Laws of Solitude, Asmik Grigorian, Orchestre Philharmonique de Radio-France sous la direction de Mikko Franck et accompagnement piano par Markus Hinterhäuser, Alpha Classic, 2024.

## Vidéographie
- Salomé ; Richard Strauss ; Studio C Major Entertainment[63].
- Wozzeck ; Alban Berg ; Harmonia Mundi Fr ;
- Fuoco Sacro Acteurs : Hannigan/Grigorian; Studio: Naxos DVD; ASIN: B0BB84LQCJ',
- 2021: Strauss - Elektra (Ausrine Stundyte, Tanja Ariane Baumgartner, Asmik Grigorian, Michael Laurenz, Franz Welser-Möst)
- 2021: Dvořák - Rusalka (Asmik Grigorian, Eric Cutler, Karita Mattila, Katarina Dalayman, Ivor Bolton)
- 2023: Puccini – Il Trittico (Alexey Neklyudov, Roman Burdenko, Joshua Guerrero, Karita Mattila, Giulia Semenzato, Franz Welser-Möst, Christof Loy)[64].
- 2024: Dvořák – Rusalka (David Butt Philip, Matthew Rose, Emma Bell, Sarah Connolly, Ross Ramgobin, Hongni Wu, Semyon Bychkov, Ann Yee, Natalie Abrahami)[65]
- 2024: Verdi – Macbeth (Vladislav Sulimsky, Tareq Nazmi, Caterina Piva, Jonathan Tetelman, Evan Leroy Johnson, Aleksei Kulagin, Grisha Martirosyan, Hovhannes Karapetyan, Philippe Jordan)[66]
- 2025: Bellini – Norma (Aigul Akhmetshina, Freddie De Tommaso, Tareq Nazmi, Victoria Leshkevich, Gustavo Quaresma, Francesco Lanzillotta)